# Bistum Bondoukou
Das Bistum Bondoukou (lat.: Dioecesis Bondukuensis) ist eine in der Elfenbeinküste gelegene römisch-katholische Diözese mit Sitz in Bondoukou.

## Geschichte
Das Bistum Bondoukou wurde am 3. Juli 1987 durch Papst Johannes Paul II. mit der Apostolischen Konstitution Qui benignissimo aus Gebietsabtretungen des Bistums Abengourou errichtet. Es ist dem Erzbistum Bouaké als Suffraganbistum unterstellt.

## Bischöfe von Bondoukou
- Alexandre Kouassi, 1987–1994
- Félix Kouadjo, 1996–2012
- Bruno Essoh Yedoh, seit 2019